# Altair: racconti di battaglia
Altair: racconti di battaglia (将国のアルタイル?, Shōkoku no Arutairu), anche noto come Altair: A Record of Battles, è un manga scritto e disegnato da Kotono Katō, serializzato su Monthly Shōnen Sirius di Kōdansha dal 26 luglio 2007. Due manga spin-off hanno cominciato la pubblicazione sulla stessa rivista rispettivamente nel 2012 e 2016, mentre un adattamento anime, realizzato da MAPPA, è stato trasmesso in Giappone tra il 7 luglio e il 22 dicembre 2017.

## Trama
La storia si svolge a Rumeliana, un gigantesco continente che ricalca l'Europa ed il Medio Oriente del XV secolo.
Il giovane orfano Mahmut viene nominato pascià del sultanato di Türkiye grazie alle sue straordinarie abilità di stratega bellico ed esperto diplomatico.
Per quanto potente, Türkiye si trova però a dover fare i conti con le mire espansionistiche del suo vicino più prossimo, l'Impero di Balt Rhein, con il quale il sultanato ha combattuto per anni una lunga guerra che, tra le altre cose, è costata la vita anche ai genitori di Mahmut.
Quando le ambizioni di Balt Rhein arrivano al punto di minacciare l'inizio di un nuovo conflitto, Mahmut, consapevole che Türkiye non avrebbe speranze combattendo da solo, decide di iniziare un viaggio verso occidente, allo scopo di formare un'alleanza di varie nazioni con cui mettere fine una volta per sempre alla minaccia imperiale.

## Personaggi
Mahmut (マフムート?, Mafumūto)
Doppiato da: Ayumu Murase
Zaganos (ザガノス?, Zaganosu)
Doppiato da: Makoto Furukawa
Kyros (キュロス?, Kyurosu)
Doppiato da: Kenn
Sleiman (スレイマン?, Sureiman)
Doppiato da: Katsuyuki Konishi
Rui (ルイ?)
Doppiato da: Kenjirō Tsuda
Khalil (カリル?, Kariru)
Doppiato da: Ken'ichi Ogata
Abiriga (アビリガ?)
Doppiato da: Jun'ichi Suwabe

## Nazioni

### Sultanato di Türkiye
Anche conosciuto come Stratocrazia di Türkiye, fa parte del Grande Sultanato di Türkiye, la seconda più grande nazione di Rumeliana, ed occupa la parte orientale del continente. È ispirato all'Impero ottomano. Suddivisa in varie province, ognuna amministrata da un Visir, è governata principalmente dall'élite militare dei pascià, che assieme agli stessi Visir forma il Diwan, il supremo consiglio politico e militare della nazione. Pur essendo dotato di un esercito potente, il Grande Sultanato è tuttavia profondamente segnato da conflitti interni, poiché le sue cinque nazioni, oltre ad avere ognuna sistemi di governo differenti, che vanno dall'oligarchia alla monarchia assoluta, si trovano non di rado in conflitto sulle decisioni da prendere in ambito internazionale.

### Impero di Balt-Rhein
Ispirato al Sacro Romano Impero, occupa la Rumeliana occidentale, ed è in assoluto la più potente nazione del continente. La sua capitale è Saint Michael. Il territorio originale di Balt-Rhein è caratterizzato da un clima rigido e inospitale, e ciò ha spinto l'impero a dare il via ad una serie di guerre che lo hanno portato ad annettere molte nazioni vicine. A causa della sua storia turbolenta, l'ordine sociale dell'Impero è basato soprattutto sulla potenza del suo esercito, che viene ogni volta implementato accorpando tecniche e uomini dagli altri stati vassalli, il tutto al fine di dare vita ad un'armata invincibile.

### Phoenicia
Piccola nazione della Rumeliana meridionale, ispirata all'Impero Bizantino. Fino a 3000 anni prima era la più grande nazione di Rumeliana, e anche se i suoi domini si sono drasticamente ridotti al suo interno è ancora forte il ricordo dei fasti del passato. Governata da un Senato, la nazione si fa forte della propria esperienza nell'ambito del commercio e della guerra navale, nonché della natura apparentemente inespugnabile delle mura erette a protezione della capitale. Tutto ciò tuttavia non sarà sufficiente ad impedire alla nazione di essere sconfitta ed occupata da Balt-Rhein al termine di poche settimane di guerra, anche a causa del mancato supporto da parte del suo più importante alleato, la Repubblica di Venetik.

### Repubblica di Venetik
Ispirata alla Serenissima Repubblica di Venezia, è la più importante e potente tra le città stato del Centro, la zona di Rumeliana che sta tra Türkiye e Phoenicia, governata da un Doge eletto a vita e amministrata dal Maggior Consiglio, formato da nobili mercanti e comandanti militari. La nazione fonda la propria forza sul commercio marittimo, severamente regolamentato e vincolato dalle leggi dello Stato, oltre che su una vasta rete di intelligence in grado di rivaleggiare con quella di Türkiye. Venetik possiede inoltre la flotta da guerra più potente di tutta Rumeliana, capace da sola di tenere a bada le mire espansionistiche dell'Impero.

### Cuore di Rumeliana & Rumeliana Meridionale
Ispirati ai potentati dell'Italia centrale e meridionale, (soprattutto al Granducato di Toscana e al Regno di Sicilia), si trovano nella parte sud-occidentale di Rumeliana, e rappresentano buona parte del Centro. Cuore di Rumeliana è suddivisa in trentaquattro signorie, ognuna retta da un Gonfaloniere eletto annualmente tra i rappresentanti della nobiltà, mentre la Rumeliana Meridionale è composta principalmente da varie città-stato, con a capi vari Estato. Mentre le città del Cuore prediligono alla guerra l'amore per le arti, quelle della Rumeliana Meridionale di contro sono famose per essere una fucina inesauribile di truppe mercenarie e capitani di ventura. A causa di passati contrasti dovuti ad invasioni ingiustificate e spesso seguite da saccheggi e violenze, in entrambe le nazioni vi è un forte sentimento anti-Türkiye.

### Regno di Urado
Ispirato ai regni slavi dei Balcani, e in particolare al vecchio Principato di Valacchia, si trova nell'estremo nord-est di Rumeliana, e ha fatto dell'isolazionismo estremo la propria principale politica. Caratterizzato da un ambiente ancor più ostile di quello di Balt-Rhein, il suo popolo è costretto a vivere un'esistenza di stenti, ma grazie alle intuizioni di Mahmut diviene possibile dare nuovo lustro all'economia nazionale grazie alla scoperta di importanti giacimenti di escrementi fossili, molto richiesti nelle nazioni agricole per la loro natura di portentosi fertilizzanti.

### Repubblica di Cielo
Ispirato alla Repubblica di San Marino, è un piccolo stato indipendente situato nell'estremo sud-ovest del Centro, all'estremità occidentale di Cuore, governata da un Director. La sua società è fortemente basata su precetti religiosi e sull'osservanza di virtù quali la carità, l'obbedienza a Dio e l'assistenza ai bisognosi. Molto conosciuta per l'apparente imprendibilità delle sue mura, ha respinto già in passato vari tentativi di invasione ad opera di numerose potenze straniere.

## Media

### Manga
Il manga, scritto e disegnato da Kotono Katō, ha iniziato la serializzazione su Monthly Shōnen Sirius di Kōdansha il 26 luglio 2007. Il primo volume tankōbon è stato pubblicato il 23 aprile 2008 e al 9 settembre 2019 ne sono stati messi in vendita in tutto ventidue. In America del Nord i diritti di distribuzione digitale sono stati acquistati da Kodansha Comics USA.

#### Volumi
| Nº | Data di prima pubblicazione | Data di prima pubblicazione | Data di prima pubblicazione |
| Nº | Giapponese                  | Giapponese                  |                             |
| -- | --------------------------- | --------------------------- | --------------------------- |
| 1  | 23 aprile 2008              | ISBN 978-4-06-373112-5      |                             |
| 2  | 22 agosto 2008              | ISBN 978-4-06-373130-9      |                             |
| 3  | 22 dicembre 2008            | ISBN 978-4-06-373148-4      |                             |
| 4  | 23 marzo 2009               | ISBN 978-4-06-373167-5      |                             |
| 5  | 21 agosto 2009              | ISBN 978-4-06-373185-9      |                             |
| 6  | 23 febbraio 2010            | ISBN 978-4-06-376210-5      |                             |
| 7  | 9 settembre 2010            | ISBN 978-4-06-376234-1      |                             |
| 8  | 7 gennaio 2011              | ISBN 978-4-06-376248-8      |                             |
| 9  | 9 agosto 2011               | ISBN 978-4-06-376272-3      |                             |
| 10 | 9 aprile 2012               | ISBN 978-4-06-376326-3      |                             |
| 11 | 7 settembre 2012            | ISBN 978-4-06-376358-4      |                             |
| 12 | 8 marzo 2013                | ISBN 978-4-06-376384-3      |                             |
| 13 | 9 ottobre 2013              | ISBN 978-4-06-376424-6      |                             |
| 14 | 9 aprile 2014               | ISBN 978-4-06-376455-0      |                             |
| 15 | 9 dicembre 2014             | ISBN 978-4-06-376512-0      |                             |
| 16 | 9 luglio 2015               | ISBN 978-4-06-376553-3      |                             |
| 17 | 9 marzo 2016                | ISBN 978-4-06-376599-1      |                             |
| 18 | 17 gennaio 2017             | ISBN 978-4-06-390673-8      |                             |
| 19 | 23 giugno 2017              | ISBN 978-4-06-390715-5      |                             |
| 20 | 8 dicembre 2017             | ISBN 978-4-06-510331-9      |                             |
| 21 | 7 settembre 2018            | ISBN 978-4-06-512584-7      |                             |
| 22 | 9 settembre 2019            | ISBN 978-4-06-516453-2      |                             |
| 23 | 6 agosto 2020               | ISBN 978-4-06-520401-6      |                             |
| 24 | 9 giugno 2021               | ISBN 978-4-06-523402-0      |                             |
| 25 | 9 marzo 2022                | ISBN 978-4-06-527088-2      |                             |

### Manga spin-off
Due manga spin-off hanno ottenuto la serializzazione sempre sulla rivista Monthly Shōnen Sirius di Kōdansha. Il primo, intitolato Shōkoku no Altair-san (小国のアルタイルさん?) e disegnato da Shiina Soga, è stato pubblicato tra il 26 aprile 2012 e il 9 ottobre 2013, stesso giorno in cui i vari capitoli sono stati raccolti e messi in vendita in un unico volume tankōbon.
| Nº | Data di prima pubblicazione | Data di prima pubblicazione | Data di prima pubblicazione |
| Nº | Giapponese                  | Giapponese                  |                             |
| -- | --------------------------- | --------------------------- | --------------------------- |
| 1  | 9 ottobre 2013              | ISBN 978-4-06-376426-0      |                             |

Il secondo dal titolo Shōkoku no Altair-san kaiden: tōkoku no Subaru (将国のアルタイル嵬伝 嶌国のスバル?), scritto da Hirokazu Kobayashi e disegnato da Chika Katō sotto la supervisione dell'autore originale, ha iniziato la serializzazione il 26 gennaio 2016.
| Nº | Data di prima pubblicazione | Data di prima pubblicazione | Data di prima pubblicazione |
| Nº | Giapponese                  | Giapponese                  |                             |
| -- | --------------------------- | --------------------------- | --------------------------- |
| 1  | 17 gennaio 2017             | ISBN 978-4-06-390676-9      |                             |
| 2  | 23 giugno 2017              | ISBN 978-4-06-390716-2      |                             |
| 3  | 8 dicembre 2017             | ISBN 978-4-06-510314-2      |                             |
| 4  | 9 marzo 2018                | ISBN 978-4-06-511048-5      |                             |
| 5  | 9 luglio 2018               | ISBN 978-4-06-511947-1      |                             |
| 6  | 8 febbraio 2019             | ISBN 978-4-06-514508-1      |                             |
| 7  | 9 settembre 2019            | ISBN 978-4-06-516477-8      |                             |

### Anime
Annunciato ufficialmente il 21 dicembre 2016, un adattamento anime, prodotto da Kodansha, realizzato da MAPPA e diretto da Kazuhiro Furuhashi, è andato in onda nel contenitore Animeism di MBS dal 7 luglio al 22 dicembre 2017. La composizione della serie è stata affidata a Noboru Takagi, mentre la colonna sonora è stata composta da Ryō Kawasaki. Le sigle di apertura e chiusura sono rispettivamente Rasen no yume (螺旋のユメ?) dei Sid e Taiyō no elegy (たいようの哀悼歌?, Taiyō no erejī) delle Flower, poi sostituite dall'episodio quattordici da Akairo (赫色 -akairo-?) dei Civilian e Windy dei Chemistry. In oltre duecento Paesi nel mondo gli episodi sono stati trasmessi in streaming in simulcast, anche coi sottotitoli in lingua italiana, da Amazon su Amazon Video.

#### Episodi
| Nº | Titolo italiano Giapponese 「Kanji」 - Rōmaji - Traduzione letterale                              | In onda           | In onda |
| Nº | Titolo italiano Giapponese 「Kanji」 - Rōmaji - Traduzione letterale                              | Giapponese        |         |
| 1  | Pasha Mahmut "Aquila Reale" 「犬鷲の将軍」 - Inuwashi no shōgun – "Il generale dell'Aquila Reale" | 7 luglio 2017     |         |
| 2  | La cittadella 「砦の町」 - Toride no machi – "La città fortezza"                                  | 14 luglio 2017    |         |
| 3  | Il consiglio dei generali 「将軍会議」 - Shōgun kaigi                                             | 21 luglio 2017    |         |
| 4  | La battaglia comune dell'Aquila 「犬鷲の共闘」 - Inuwashi no kyōtō                                | 28 luglio 2017    |         |
| 5  | La città del faro 「燈台の都」 - Tōdai no miyako                                                  | 18 agosto 2017    |         |
| 6  | Le catene di ferro 「黒鉄の鎖」 - Kurogane no kusari                                              | 25 agosto 2017    |         |
| 7  | La città che affonda 「古都陥落」 - Koto kanraku                                                  | 25 agosto 2017    |         |
| 8  | Ballo in maschera della sincerità 「至誠の仮面劇」 - Shisei no kamengeki                          | 1º settembre 2017 |         |
| 9  | Il sultano Tigre Rossa 「紅虎の将王」 - Kōko no shō-ō                                             | 8 settembre 2017  |         |
| 10 | Il ballo della bella al chiaro di luna 「月下佳人の舞」 - Gekka kajin no mai                      | 15 settembre 2017 |         |
| 11 | Il principe delle spade 「剣の将太子」 - Ken no shō taishi                                        | 22 settembre 2017 |         |
| 12 | Battaglia all'insolita formazione rocciosa 「奇岩会戦」 - Kigan kaisen                            | 29 settembre 2017 |         |
| 13 | Conclusione della guerra civile 「内乱終結」 - Nairan shūketsu                                    | 6 ottobre 2017    |         |
| 14 | La figlia del Caravan 「隊商の娘」 - Taishō no musume                                             | 13 ottobre 2017   |         |
| 15 | Il regno del nord 「北の王国」 - Kita no ōkoku                                                    | 20 ottobre 2017   |         |
| 16 | Inizio della guerra civile 「大戦の始まり」 - Taisen no hajimari                                  | 27 ottobre 2017   |         |
| 17 | Il piano di Fiore 「花の一計」 - Hana no ikkei                                                    | 3 novembre 2017   |         |
| 18 | Affidarsi alle stelle 「冀う星々」 - Koinegau hoshiboshi                                          | 10 novembre 2017  |         |
| 19 | Cella del paradiso 「楽園の檻」 - Rakuen no ori                                                   | 17 novembre 2017  |         |
| 20 | Distanti campane a morte 「弔鐘遥かなり」 - Chōshō haruka nari                                    | 24 novembre 2017  |         |
| 21 | Alleanza contro l'Impero 「反帝の同盟」 - Hantei no dōmei                                         | 1º dicembre 2017  |         |
| 22 | La ricerca dell'Aquila Reale 「犬鷲の追撃」 - Inuwashi no tsuigeki                                | 8 dicembre 2017   |         |
| 23 | La fine del paradiso 「楽園の終焉」 - Rakuen no shūen                                             | 15 dicembre 2017  |         |
| 24 | Istigazione 「胎動」 - Taidō                                                                      | 22 dicembre 2017  |         |

## Accoglienza
Nel 2017 la serie ha vinto il quarantunesimo Premio Kodansha per i manga nella categoria "miglior manga shōnen".